# Bounce (filme)
Bounce (bra: Mais que o Acaso; prt: Um Acaso com Sentido) é um filme de drama romântico estadunidense de 2000 estrelado por Ben Affleck e Gwyneth Paltrow e dirigido por Don Roos.
Affleck e Paltrow estavam anteriormente em um relacionamento. Ela o aconselhou a assumir o papel como um afastamento de seus papéis anteriores no cinema.

## Sinopse
Em Chicago, no Aeroporto Internacional O'Hare, um bem sucedido executivo da publicidade Buddy Amaral (Ben Affleck) tem sua viagem adiada por uma tempestade de neve para um voo de regresso a Los Angeles, na mesma companhia aérea que ele acaba de assinar com um grande cliente. Ele conhece o escritor Greg Janello (Tony Goldwyn) e, quando seu voo retoma o embarque, Buddy dá sua passagem aérea para Greg para que ele possa voltar para casa para seus filhos, Scott (Alex D. Linz) , 8 anos, e 4 anos de idade. Joey (David Dorfman). Buddy convence sua amiga e funcionária da companhia aérea Janice Guerrero (Jennifer Gray) a permitir que Greg ocupe seu lugar no voo. Enquanto passava a noite com Mimi (Natasha Henstridge), Buddy vê na televisão que o voo caiu. Ele pede que Janice faça check-in no sistema do computador para remover seu nome do manifesto de passageiros e adicionar o nome de Greg.
A esposa de Greg, Abby (Gwyneth Paltrow), é acordada pelas notícias do acidente, e por muitas horas fica dividida entre esperança e desespero, agarrando-se à crença de que Greg ainda chegaria no voo posterior no qual ele foi originalmente reservado, até sua morte está confirmada.
De volta a Los Angeles, a companhia aérea dita que Buddy publique uma série de anúncios inócuos para melhorar as trágicas conseqüências do acidente, que recebem o Clio Awards. Atormentado pela culpa, Buddy faz uma cena bêbado na premiação e começa uma temporada em Alcoólicos Anônimos. Uma das etapas da recuperação é compensar os erros cometidos no passado, então Buddy procura Abby, uma corretora de imóveis, dando-lhe uma dica sobre um prédio comercial que Jim (Joe Morton), parceiro e chefe de Buddy, fez uma oferta. Em troca, Abby leva Buddy a uma noite no Dodger Stadium. O relacionamento deles floresce, mesmo que Buddy não lhe diga sobre ser indiretamente responsável pela morte de Greg.
Quando a companhia aérea se instala na propriedade de Greg, Abby quer colocar seus filhos em um avião para Palm Springs para superar o medo de voar. Buddy pede para ir junto com eles, e logo desenvolve um forte vínculo com os dois meninos. Na viagem de volta, Buddy diz que tem um segredo que revelará no dia seguinte.
Tudo se desfaz quando Mimi aparece, com um vídeo de Greg e Buddy tomando uma bebida no bar do aeroporto. Abby é devastada por Buddy mentir para ela e exige que ele a deixe em casa e em sua vida - embora também exija que ele possa se despedir dos meninos. Buddy volta no dia seguinte e fala com Scott, que teme que seu pai tenha morrido tentando chegar em casa para um passeio de árvore de Natal dos escoteiros Scouts BSA. Abby tem a mesma culpa por pressionar Greg a voltar para casa no fatídico voo.
As famílias das vítimas processam a companhia aérea por danos morais e o papel de Janice é revelado quando Buddy é chamado para testemunhar. Enquanto Abby assiste na televisão, Buddy explica que deu sua passagem para Greg e não aceitou a troca de Greg. Ao obrigar Janice a mudar a lista, os procedimentos de segurança da companhia aérea foram comprometidos, o que a demitiu. Buddy é dispensado pelo juiz, mas ainda se sente culpado.
Buddy renuncia de sua empresa, tendo comprometido seu cliente, a companhia aérea. Abby aparece dizendo que sua conversa com Scott ajudou os dois. Buddy, sentindo que Abby está prestes a sair, pede que ela o ajude a alugar sua casa à beira-mar ou colocá-la à venda. Quando Buddy começa a falar sobre seus planos, Abby percebe que pode perdoá-lo.

## Elenco
- Ben Affleck como Buddy Amaral
- Gwyneth Paltrow como Abby Janello
- Natasha Henstridge como Mimi Prager
- Edward Edwards como Ron Wachter
- Jennifer Grey como Janice Guerrero
- Tony Goldwyn como Greg Janello
- Lisa Joyner como apresentadora de TV
- Caroline Aaron como Donna
- Alex D. Linz como Scott Janello
- David Dorfman como Joey Janello
- Juan Garcia como Kevin Walters
- Joe Morton como Jim Willer
- Johnny Galecki como Seth
- David St. James como juiz

## Produção
Bounce foi um projeto anteriormente desenvolvido pela PolyGram Filmed Entertainment. A filmagem principal começou em 30 de agosto de 1999, com as filmagens concluídas em 7 de novembro de 1999.
O filme marca o primeiro grande filme a ser entregue via satélite, com o AMC Empire exibindo Bounce exclusivamente em seu formato digital/produção digital. O filme foi lançado posteriormente nos Estados Unidos diretamente em vídeo em 10 de abril de 2001.

## Música

### Trilha sonora
| N.º | Título                                         | Artist                       | Duração |  |
| 1.  | "Need to Be Next to You"                       | Leigh Nash                   | 4:07    |  |
| 2.  | "Central Reservation" (The Then Again Version) | Beth Orton                   | 3:59    |  |
| 3.  | "Here with Me"                                 | Dido                         | 4:13    |  |
| 4.  | "Divided"                                      | Tara MacLean                 | 3:23    |  |
| 5.  | "Silence"                                      | Delerium com Sarah McLachlan | 6:35    |  |
| 6.  | "I'm No Ordinary Girl"                         | Anika Paris                  | 3:59    |  |
| 7.  | "Lose Your Way"                                | Sophie B. Hawkins            | 4:03    |  |
| 8.  | "My Baby and Me"                               | Nick Garrisi                 | 2:37    |  |
| 9.  | "Rome Wasn't Built in a Day"                   | Morcheeba                    | 3:35    |  |
| 10. | "Hush"                                         | Angie Aparo                  | 4:28    |  |
| 11. | "Our Affair" (Remix)                           | Carly Simon                  | 3:27    |  |
| 12. | "Love" (Remix)                                 | Sixpence None the Richer     | 3:37    |  |
| 13. | "The Only Thing That's Real"                   | Sister 7                     | 4:10    |  |
| 14. | "Never Gonna Come Back Down"                   | BT                           | 5:45    |  |

### Trilha sonora original
1. Weather [3:27]
2. Bed Time [1:08]
3. Boarding Pass [2:33]
4. Moving Day [1:06]
5. Hangover [0:57]
6. Crash [1:37]
7. Nice To Meet You [1:35]
8. Now I Am [1:09]
9. So Brave [1:45]
10. Seven Steps [2:18]
11. Christmas Trees [1:47]
12. Award [1:21]
13. Kiss [1:40]
14. Deception [1:12]
15. Say Goodbye [1:21]
16. Testimony [1:36]
17. You're Excused [1:46]
18. Can We Try? [2:05]

## Recepção
Bounce recebeu críticas mistas de críticos de cinema. Em janeiro de 2012, o agregador de críticas Rotten Tomatoes atribuiu uma classificação de 52%, com uma classificação média de 5,5 dos 10, com base em 106 avaliações. O filme estreou no 4º lugar nas bilheterias norte-americanas, ganhando US$11,4 milhões no fim de semana de estreia.
Roger Ebert observou que o enredo era familiar. "Amantes com segredos não contados são uma situação familiar do cinema ...", no entanto, ele gostou do filme porque os personagens, de protagonistas a papéis secundários, eram honestos e carinhosos.